# Grangetown (North Yorkshire)
Grangetown – osada w Anglii, w hrabstwie ceremonialnym North Yorkshire, w dystrykcie (unitary authority) Redcar and Cleveland. Leży 70 km na północ od miasta York i 348 km na północ od Londynu.